# Trine Bundsgaard
Trine Bundsgaard (født 28. november 1971) er dansk fag-, børne- og ungdomsbogsforfatter. Bundsgaard er uddannet cand.mag. med hovedfag i dansk sprog og litteratur og sidefag i kulturformidling.
I 2006 udkom Bundsgaards første børnebog om drengen Rune Ole fra Akelejevej. Siden er udkommet en række bøger i serierne Bedste venner (om pigen Asta) og Klassen fra Rosenmarkskolen (med et nyt barn som hovedperson i hver bog). Desuden en række enkeltstående værker.
Bundsgaard er fast forfatter på frilæsningsportalen Frilaesning.dk, hvor hun bl.a. har skrevet om vennerne Kira og Ronny S. 
Bundsgaards personer er ofte små og større stærke børn som tumler med at komme overens med en mærkelig voksenverden. 

## Udgivelser
- Ammestuehistorier. Fortællinger om graviditet, fødsel og moderskab, København, Samlerens Forlag, 2001.
- Rune Ole fra Akelejevej, København, Carlsen, 2006.
- Thea og chatten, København, Carlsen, 2009.
- Mike og talenterne, København, Carlsen, 2009.
- Sommerkys, København, Gyldendal, 2009.
- Simone og de andre, København,  Carlsen, 2010.
- Asta og det store flytterod, København, Gyldendal, 2010.
- Asta og det glemte gravsted, København, Gyldendal, 2010.
- Ramish og hærværket, København, Carlsen, 2011.
- Asta og Fanny for evigt, København, Gyldendal, 2011.
- Asta på lejrskole, København, Gyldendal, 2011.
- Emma og Kampen, København, Carlsen, 2011.
- Dagen derpå, København, Danner, 2011.

## Priser
Vinder af Bogslugerprisen 2010.